# 현진건문학상
현진건문학상(玄鎭健文學賞)은 소설가 현진건(玄鎭健, 1900년 8월 9일 ~ 1943년 4월 25일)의 한국소설의 사실주의를 개척한 빙허 현진건 선생의 문학적 업적을 기리기 위해 2009년부터 매일신문과 현진건문학상 운영위원회 공동 주최로 제정하여 매년 대구시립 중앙도서관 시청각실에서 시상식을 개최하는 대한민국의 문학상이다.

## 개요
'현진건문학상'은 수도권을 제외한 지역에 주소를 둔 등단 10년 이상의 기성작가만 참여 가능하며, 수상자에게는 상금 1,000만 원과 상패가 수여된다. '현진건소설문학독후감’은 누구나 참여 가능하며 '현진건청소년문학상’은 대구 및 경북에 거주하는 중고등학교 재학생과 해당 연령의 청소년을 대상으로 한다

## 역대 수상자

### 현진건문학상 대상
| 회     | 수상년도 | 작가                       | 작품                                           |
| ------ | -------- | -------------------------- | ---------------------------------------------- |
| 제1회  | 2009년   | 이수남                     | '심포리' ISBN 9788995932339                    |
| 제2회  | 2010년   | 송일호                     | '쿼바디스 도미네' 대구문학 2010년 7,8월호 게재 |
| 제3회  | 2011년   | 오을식                     | '달밤'                                         |
| 제4회  | 2012년   | 문형렬                     | '귤의 시간'                                    |
| 제5회  | 2013년   | 박향                       | '육포냄새'                                     |
| 제6회  | 2014년   | 이화경                     | '모란'                                         |
| 제7회  | 2015년   | 유시연                     | '존재의 그늘'                                  |
| 제8회  | 2016년   | 전경린 권정현              | '붓꽃' '골목에 관한 어떤 오마주'               |
| 제9회  | 2017년   | 하창수                     | '철길 위의 소설'                               |
| 제10회 | 2018년   | 김가경                     | '유린 이야기'                                  |
| 제11회 | 2019년   | 공동우수상- 정미형, 권이항 | '봄밤을 거슬러', '모든 것은 레겐다에 있다'     |
|        |          |                            |                                                |

### 현진건문학상 우수상
| 회     | 수상년도 | 작가   | 작품        |
| ------ | -------- | ------ | ----------- |
| 제9회  | 2017년   | 심봉순 | '제천'      |
| 제10회 | 2018년   | 이아타 | '무릎 위에' |
|        |          |        |             |

### 현진건청소년문학상
- 2011년 제1회 신인상 : 단편소설 임수진,‘틈’
- 2012년 제2회 신인상 : 단편소설 김정수,‘숙주(宿主)’
- 2013년
  - 제2회 현진건청소년문학상
    - ▷대구시 교육감상=심동현(경상고) ‘톱니바퀴 필름’
    - ▷현진건문학상 운영위원장상=최혜지(대원고) ‘당신에게 전하고 싶은 말’
    - ▷대구소설가협회장상=최호정(경북여고) ‘눈과의 동행’
    - ▷우수상=이예빈(덕원고) ‘언덕 위의 나무’
    - ▷장려상=정우현(대원고) ‘아빠의 사전’, 문지연(김천여고) ‘변하는 것에 대한 짧은 고찰’, 김성림(소선여중) ‘사막과 오아시스’

  - 현진건 소설 독후감 공모 일반부 수상작
    - ▷최우수상=김유리(이화여대 사범대학 졸업, 서울대 행정학과 정책학 전공 석사과정) 'B사감과 러브레터를 읽고, 100년이라는 시간을 넘어'
    - ▷우수상=이슬비(서울예대 극작과 졸업, 중앙대 영화이론 전공 석사과정) '할머니의 죽음을 읽고, 죽음의 보편성', 탁희연(한국외국어대 네덜란드어과) '술 권하는 사회를 읽고'[9]

  - 현진건 소설 독후감 공모 청소년부 수상작
    - ▷최우수상=김수지(까막잡기) '마음의 눈'
    - ▷우수상=김가은(까막잡기) '결점을 보는 눈은 잠시 접어 두셔도 좋습니다' 김은송(운수 좋은 날) '모두들 울면서 달린다'
    - ▷장려상=왕지윤(운수 좋은 날) '운수 좋은 날을 읽고',  조예슬(술 권하는 사회) '술 권하는 내가 잘 모르는 사람들', 김성림(술 권하는 사회) '폭력 권하는 사회', 박신(술 권하는 사회)'양심을 지킨 지식인의 고통'[10]
- 2014년
  - 제3회 현진건청소년문학상
    - ▷대구시 교육감상=임윤아 '알지만 모르는 것들'
    - ▷현진건문학상 운영위원장상=정명진(대구 성화여고) '마늘'
    - ▷대구소설가협회장상=이민영(대구 원화여고) '파블로프의 개'.

  - 현진건 소설 독후감 공모 일반부 수상작
    - ▷최우수상=이권희(계명대 문예창작학과) '나의 빈처를 생각하다'
    - ▷우수상=임윤성(동국대 국어국문학과) '현진건이 바라본 풍처', 정승아(연세대 국어국문학과) 'K에게'

  - 현진건 소설 독후감 공모 청소년부 수상작
    - ▷최우수상=이수빈(경기 화성 병점고) '사랑이란 이름으로'
    - ▷우수상=전대원(전남 목포 덕인고) '빈처를 읽고', 최현정(구미 현일고) '시시해도 샐리의 법칙'
    - ▷장려상=배홍빈(서울 대방중) '운수 좋은 날은 키가 쑥쑥 크는 날', 심우섭(김천고) '사립정신병원장을 읽고', 윤주일(충남 예산중) '다시 살아난 무영탑의 전설', 전대산(목포 덕인중) '운수 좋은 날을 읽고'
- 2016년 8회
  - 교육감상 김나영(의성여고) '청포도는 푸르다'
  - 문학상 운영위원장상 김성림(소선여중) '겨울 들판에 떨어진 꽃'
  - 대구소설가협회장상 김승학(대륜중) '흔들리며 피는'
- 2017년 9회
  - 현진건 청소년문학상
    - 교육감상=권가현(경북여고 1학년) <꽃의 장례식>
    - 독후감 청소년부 최우수상= 김수연(신수중 3학년) <빈처와 가난한 마음>
    - 독후감 일반부 대상= 황정애 <운수 좋은 날에 부쳐>

## 참고
1. ↑  현진건 문학상 공모전 개최
2. ↑  “소설가 이수남씨 현진건 문학상 수상”. 2015년 2월 8일에 원본 문서에서 보존된 문서. 2015년 2월 8일에 확인함.
3. ↑  현진건 문학상 수상자 소설가 송일호씨[깨진 링크(과거 내용 찾기)]
4. ↑  “제3회 현진건 문학상‘오을식’소설가 선정”. 2015년 2월 8일에 원본 문서에서 보존된 문서. 2015년 2월 8일에 확인함.
5. ↑  [http://www.ajunews.com/common/redirect.jsp?newsId=20121023000095 제4회 현진건 문학상에 소설가 문형렬
]
6. ↑  현진건문학상, 소설가 박향 씨 '육포냄새' 대상[깨진 링크(과거 내용 찾기)]
7. ↑  “현진건문학상에 소설가 이화경 씨 '모란'”. 2015년 2월 8일에 원본 문서에서 보존된 문서. 2015년 2월 8일에 확인함.
8. ↑  [깨진 링크(과거 내용 찾기)]
9. ↑  “보관된 사본”. 2015년 7월 22일에 원본 문서에서 보존된 문서. 2015년 7월 18일에 확인함.
10. ↑  http://cafe.daum.net/daegunc/JzTR/62?q=%C7%F6%C1%F8%B0%C7%20%B5%B6%C8%C4%B0%A8%20%C3%D6%BF%EC%BC%F6%BB%F3&re=1